# Astatophlebia
Astatophlebia is een geslacht van vlinders van de familie slakrupsvlinders (Limacodidae).

## Soorten
- A. austera Mey, 2011
- A. marmarobrunnea Janse, 1964